# Shokawa
Shokawa – rodzaj niewielkiego (długość ciała bez ogona ok. 250 mm, z ogonem ok. 370–400 mm), ziemnowodnego diapsyda z kladu Choristodera, żyjącego we wczesnej kredzie (walanżyn) na terenach dzisiejszej Azji. Gatunkiem typowym jest S. ikoi, którego holotypem jest szkielet pozaczaszkowy oznaczony IBEF VP 3, odkryty w osadach formacji Okurodani niedaleko wioski Shokawa w japońskiej prefekturze Gifu; autorzy opisu S. ikoi dodatkowo uznali szereg innych skamieniałości (m.in. dwie kości zębowe, kości przednich i tylnych kończyn oraz kręgi) odkryte w osadach tej samej formacji za należące do przedstawicieli tego gatunku. Charakteryzuje go współwystępowanie szeregu cech budowy szkieletu, w tym m.in.: występowania co najmniej 16 kręgów szyjnych (co dowodzi, że jego szyja była dłuższa od szyj przedstawicieli kladu Neochoristodera); oddzielenia trzonów wszystkich kręgów poza kręgami szyjnymi od łuków kręgów; występowania na przednich kręgach ogonowych wysokich i cienkich wyrostków kolczystych; występowania stosunkowo krótkich i szerokich kości dłoni, przedramienia i ramiennej oraz występowania zgrubienia (pachyostozy) kości kończyn, kręgów i gastraliów, co prawdopodobnie było przystosowaniem do wodnego trybu życia. Gao i Ksepka (2008) zwrócili uwagę, że budową szkieletu pozaczaszkowego Shokawa bardzo przypomina chiński rodzaj Hyphalosaurus; ponieważ jednak znane są tylko nieliczne kości czaszki S. ikoi, niemożliwe są porównania czaszek przedstawicieli rodzajów Shokawa i Hyphalosaurus – stąd autorzy do czasu odkrycia większej liczby skamieniałości S. ikoi woleli pozostawić ten gatunek w odrębnym rodzaju.
Z analizy kladystycznej przeprowadzonej przez autorów opisu Shokawa wynika, że jego taksonem siostrzanym był późnotriasowy Pachystropheus; jednak sami autorzy uznali taką jego pozycję filogenetyczną za niepewną. Według analizy kladystycznej przeprowadzonej przez Evans i Klembarę (2005) Shokawa był w nierozwikłanej politomii z rodzajami Pachystropheus i Monjurosuchus oraz z grupą Neochoristodera lub z kladem obejmującym Neochoristodera i rodzaj Lazarussuchus. Wreszcie z analizy Matsumoto i współpracowników (2009) wynika bliskie pokrewieństwo Shokawa z rodzajami Hyphalosaurus i Khurendukhosaurus (choć nie jest pewne, który z tych dwóch rodzajów był siostrzany do Shokawa).
Do lat 70. XX wieku do Choristodera zaliczano jedynie dwa rodzaje średniej wielkości diapsydów powierzchownie przypominających gawiale – Champsosaurus i Simoedosaurus – żyjących w późnej kredzie i w paleogenie. Szereg późniejszych odkryć dowiódł istnienia przedstawicieli grupy już w środkowej jurze (Cteniogenys), jeśli wręcz nie w późnym triasie (Pachystropheus); nadal jednak wszyscy najlepiej poznani przedstawiciele grupy cechowali się podobnym kształtem. Odkrycie Shokawa i Hyphalosaurus zmieniło ten stan rzeczy – dowiodło, że oprócz rodzajów nieco podobnych do gawiali do Choristodera należały także niewielkie formy cechujące się długą szyją. Shokawa budową ciała powierzchownie przypominał bliżej z nim nie spokrewnione triasowe zauropterygi z rodziny Pachypleurosauridae i być może prowadził podobny do nich tryb życia - z tą różnicą, że w odróżnieniu od nich żył w wodach słodkich.